# Амброз Мандвуло Дламіні
Амброз Мандвуло Дламіні (англ. Ambrose Mandvulo Dlamini; сваті Ambrose Mandvulo Dlamini, нар. 5 березня 1968 — пом. 13 грудня 2020) — політик свазі, керівник бізнесу і десятий прем'єр-міністр Есватіні. До свого призначення обіймав посаду генерального директора Свазі MTN.

## Біографія
Дламіні родом з Мбекелвені й Нхланхлені. Його прадід, принц Малунг, був дядьком короля Собузи II. Він син вождя Мандвуло. Він закінчив тодішній Університет Свазіленду і здобув ступінь магістра ділового адміністрування в Університеті Гемптона. Працював у різних банках (в тому числі в Standard Bank), обіймав керівні посади. Був генеральним директором Nedbank (2003—2010) і телекомунікаційної компанії MTN Swaziland (2010—2018), що входить до південноафриканської MTN Group.

### Прем'єр-міністр Есватіні
27 жовтня 2018 на зборах у королівському краалі в Лобамба король Мсваті III оголосив, що Дламіні стане наступним прем'єр-міністром країни, змінивши на цій посаді Барнабас Сібусісо Дламіні, який помер у попередньому місяці після виборів 2018 року. До того часу в Дламіні не було досвіду в політиці.

## Смерть від коронавірусу
У середині листопада 2020 року в 52-річного політика виявили коронавірус, офіційно було заявлено про відсутність симптомів захворювання та добре почуття Дламіні. На початку грудня стан прем'єр-міністра різко погіршився, він був шпиталізований у лікарню в ПАР. Через два тижні, 13 грудня 2020 року, Амброуз Дламіні помер. Це стало першим у світі випадком смерті від коронавірусу серед лідерів держав.